# Nordiberische Kreuzotter
Die Spanische oder Nordiberische Kreuzotter (Vipera seoanei), auch bekannt als Séoanes Viper oder Iberienotter, ist eine kleine bis mittelgroße Giftschlange aus der Familie der Vipern (Viperidae), die nur im äußersten Norden der Iberischen Halbinsel vorkommt. Sie wurde bei ihrer Erstbeschreibung als Unterart der Kreuzotter (V. berus) angesehen, stellt heute jedoch eine anerkannte Art dar.

## Merkmale

### Maße und Gewicht

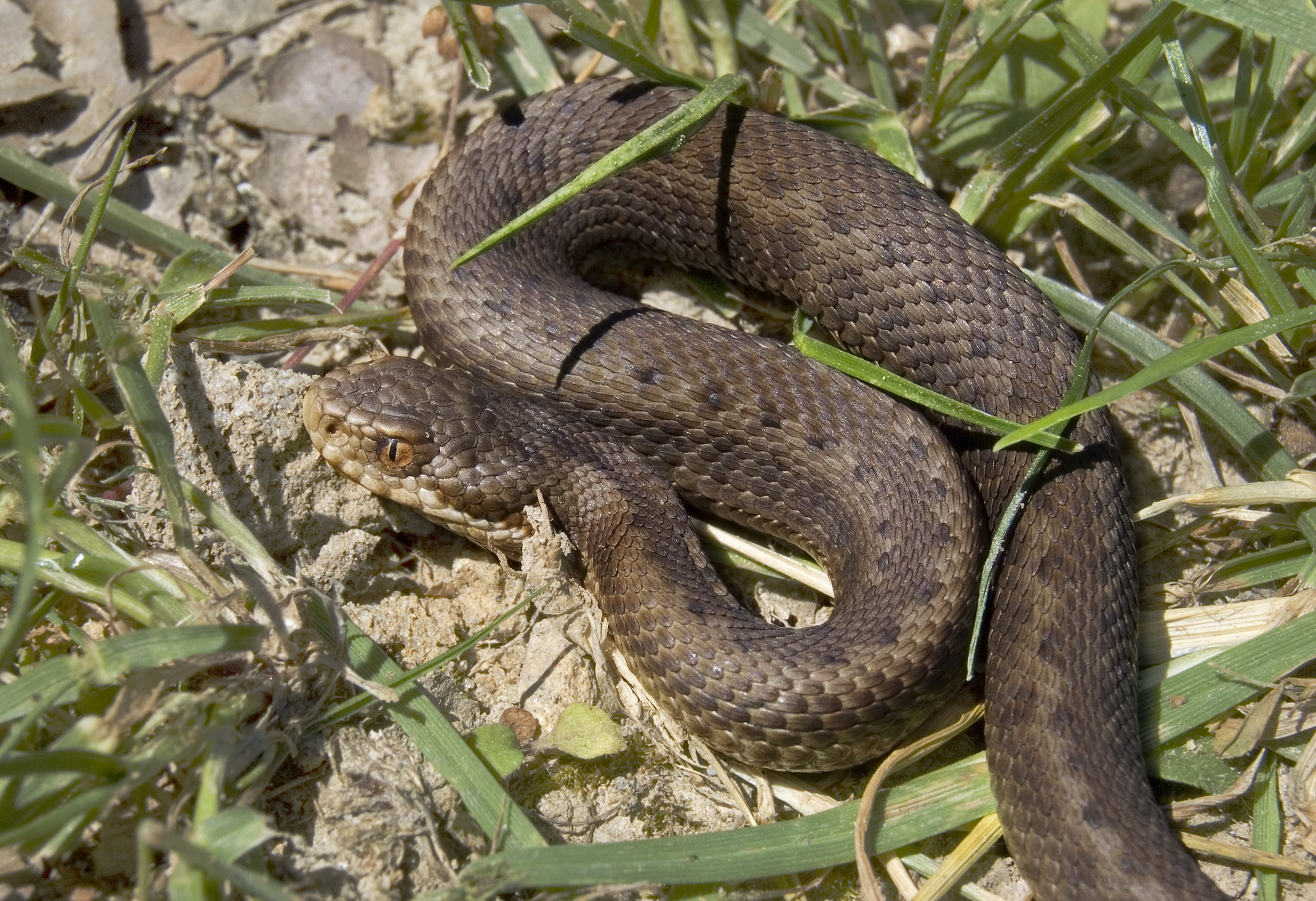
Nordiberische Kreuzotter

Die Nordiberische Kreuzotter erreicht eine Gesamtlänge von durchschnittlich 45 bis 55 cm, die Maximallänge liegt bei 60 bis wahrscheinlich etwa 75 cm. Die bislang längsten Individuen waren ein 12 bis 13 Jahre altes Männchen mit 58,5 cm sowie ein 66 cm langes Weibchen aus Asturien und ein 59 cm langes Männchen aus Galicien. Aus Portugal sind dagegen bislang keine Schlangen mit Längen über 50 cm bekannt. Der Schwanz ist verhältnismäßig kurz und nimmt etwa 10 bis 15 % der Gesamtlänge ein. Der Körperbau ist wie bei den meisten Arten der Vipern kräftig, dabei ist diese Art etwas schlanker als die Aspisviper (V. aspis). Das durchschnittliche Gewicht liegt bei etwa 90 Gramm, trächtige Weibchen werden deutlich schwerer. Ein deutlicher Sexualdimorphismus ist bei der Art nicht ausgebildet, nur der Schwanz ist bei den Männchen mit etwa 13,8 % der Kopf-Rumpf-Länge gegenüber etwa 11,3 % bei den Weibchen deutlich länger. Dementsprechend haben Männchen sechs bis sieben zusätzliche Schwanzwirbel.

### Färbung
Die Grundfärbung variiert von einem hellen Beige bis Kastanienbraun. Über den Rücken zieht sich meistens vom Kopf bis zum Schwanz ein auch für die Kreuzotter (V. berus) typisches Wellenband. Parallel dazu befindet sich an den Flanken jeweils eine Reihe kleinerer dunkler Flecken. Auf dem Kopf befinden sich zwei bis drei dunkle Querbinden, im Nacken eine dunkle V-Zeichnung. Häufig zieht sich eine dunkle Schläfenbinde von den Augen zum Hals. Die Art ist in ihrer Färbung jedoch sehr variabel und neben dieser Normalfärbung können auch Individuen mit einer Längsstreifung oder vollständig braune bis schwarze Tiere vorkommen. Entsprechend dieser Variationsbreite unterscheidet man vier Färbungsmuster:
1. das klassische bzw. typische Färbungsmuster mit einer hellgrauen bis beigefarbenen Grundfärbung und einem Längsband alternierender Flecken auf dem Rücken, die zu einem Zickzackband verschmolzen sein können.
2. das bilineata-Muster einer meist dunklen Grundfärbung und zwei dorsolateral verlaufenden Längsbändern als Rückenzeichnung.
3. das cantabrica-Muster mit einer meist grauen Grundfärbung und einem schmalen Zickzackmuster oder zwei schwachen Längsbändern als Rückenzeichnung.
4. das uniforme Farbmuster ohne Rückenzeichnung und einer grauen Grundfärbung. In dieses Muster werden auch vollständig schwarze (Melanismus) oder braune Tiere eingeordnet. Etwa 31 % der Hochlandschlangen des kantabrischen Gebirges und sogar bis zu 85 % der in Portugal lebenden Tiere sind melanistisch.

### Beschuppung
Die Körperschuppen weisen einen deutlichen Kiel auf, der in seiner Ultrastruktur feine Längslinien aufweist, die durch bogenförmige Querlinien überdeckt werden. Um die Körpermitte besitzt die Schlange 21 Rückenschuppenreihen, in sehr seltenen Fällen nur 19. Die Bauchseite ist einfarbig dunkelgrau bis schwarz gefärbt und zeigt 129 bis 150 Ventralia, denen sich ein ungeteiltes Analschild und 32 bis 42 Subcaudalia anschließen.
Der deutlich vom Körper abgesetzte Kopf hat eine dreieckig abgerundete Form, die Schnauze ist vorn leicht aufgebogen. Der Kopf ist meistens mit vielen kleinen und gekielten Schuppen bedeckt, es können allerdings auch ein großes Stirnschild (Frontale) und Scheitelschilde (Parietale) vorhanden sein. Die Pupille der großen Augen ist senkrecht geschlitzt und die Iris ist im oberen Bereich heller gefärbt. Zwischen dem Augenrand und den Oberlippenschildern befindet sich eine Reihe von Unteraugenschilden (Subocularia), häufig ist eine weitere Reihe von Schuppen um das Auge angelegt. Im Regelfall hat die Schlange neun, seltener acht oder zehn Oberlippenschilde (Supralabialia).

### Karyotyp
Der Karyotyp der Nordiberischen Kreuzotter entspricht mit 18 Chromosomenpaaren (2n = 36), wovon 8 sehr groß sind (Makrochromosomen), dem der meisten untersuchten Vipernarten. Als Ausnahmen hiervon sind bislang nur die Aspisviper und die Europäische Hornotter (V. ammodytes) mit 21 Chromosomenpaaren (2n = 42) und 11 Makrochromosomensets bekannt. Trotz der unterschiedlichen Chromosomensätze kann es in Gefangenschaft zu Hybriden zwischen der Nordiberischen Kreuzotter und der Aspisviper kommen. Diese besitzen einen Gesamtchromosomensatz von 39 Chromosomen, wobei es sich um die normalen 18 Chromosomenpaare und zusätzliche drei unverpaarte Chromosomen der Aspisviper handelt.

## Verbreitung und Lebensraum

### Geographische Verbreitung

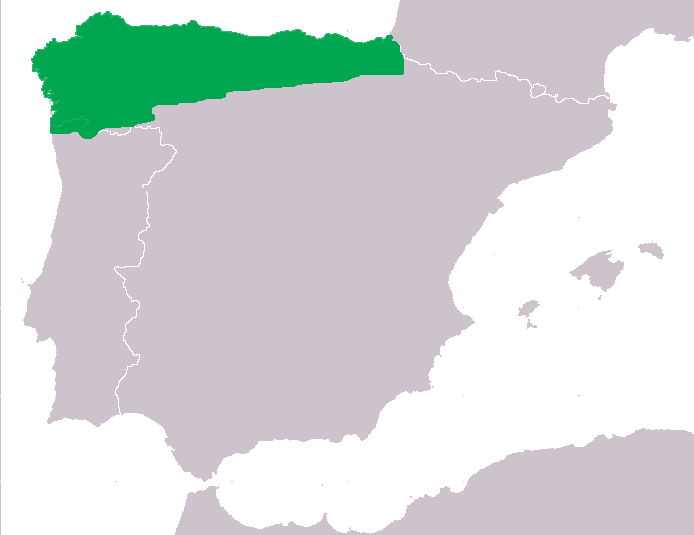
Verbreitungsgebiet der Nordiberischen Kreuzotter

Das Verbreitungsgebiet der Nordiberischen Kreuzotter ist auf die nördliche Iberische Halbinsel beschränkt und zieht sich vom äußersten Südwesten Frankreichs im französisch-spanischen Grenzbereich in den Pyrenäen über das spanische Baskenland und Nordspanien bis in den äußersten Norden Portugals im Bereich des Minho im Distrikt Viana do Castelo. Dabei umfasst das spanische Verbreitungsgebiet fast ganz Galicien sowie die nördlichen Bereiche der Provinzen Kantabrien, Léon, Palencia, Burgos, Álava und Navarra sowie den äußersten Westen der Provinz Zamora. In Portugal sind nur drei Populationen in Paredes de Coura, Castro Laboreiro und Soajo sowie Tourém, Montalegre und Larouco bekannt.
Regional unterschiedlich ist sie in Höhen bis zu 1200 m NN in Portugal und bis maximal etwa 1900 m in den Küstengebirgen Kantabriens anzutreffen. In Portugal und den benachbarten spanischen Verbreitungsgebieten finden sich die Schlangen dabei nur in höheren Berglagen, was neben den klimatischen Faktoren auf die Bewirtschaftung und die damit einhergehende Zerstörung der ursprünglichen Vegetation der Niederungen zurückgeführt wird.
Die Unterart V. s. cantabria kommt nur in den Höhenlagen Kantabriens, die Nominatform V. s. seoanei im gesamten restlichen Verbreitungsgebiet vor. Dabei ist sie in weiten Teilen ihres Verbreitungsgebietes die einzige Art der Vipern. Im oberen Ebrotal im nördlichen Burgos sowie im Baskenland überschneiden sich die Verbreitungsgebiete der Nordiberischen Kreuzotter leicht mit denen der Aspisviper (V. aspis) und in Nordportugal mit denen der Stülpnasenotter (V. latastei). Diese Überschneidungen sind allerdings nur geographisch – die Lebensraumansprüche an Feuchtigkeit und Temperatur der drei Arten unterscheiden sich so stark, dass sie nie gemeinsam im gleichen Habitat zu finden sind. Die Kreuzotter kommt dagegen im Verbreitungsgebiet der Nordiberischen Kreuzotter nicht vor, ihre südlichsten Vorkommen liegen in Frankreich im Bereich des Département Lozère.

### Lebensraum
Als Lebensraum bevorzugt die Schlange vor allem warme und feuchte Habitate mit hohen Niederschlagsmengen. Klimatisch zeichnet sich der Lebensraum der Nordiberischen Kreuzotter durch atlantische und subtropische Einflüsse aus, wodurch es zu sehr milden Wintern und relativ warmen Sommern ohne Trockenzeiten kommt. Die Niederschlagsmengen sind während des gesamten Jahres sehr hoch. Vor allem in den Höhenlagen sind die Wintertemperaturen deutlich niedriger als in den Niederungen. Trockene Gebiete innerhalb ihres Verbreitungsgebietes, wie sie etwa in großen Teilen von Léon vorkommen, meiden die Tiere.
Der Boden der Lebensräume ist im Regelfall steinig und mit reichlich Bodenvegetation bestanden, außerdem werden feuchte Lebensräume wie Flussufer oder Feuchtwiesen bevorzugt. So sind vor allem offene Laubwälder mit Stieleichen- oder Pyrenäeneichenbeständen (Quercus robur und Q. pyrenaica) und Wald- und Wiesenränder typische Habitate dieser Art. Dabei ist diese Schlange mehr als andere Vipern an dichten Unterwuchs gebunden und lebt vor allem in Beständen von Adlerfarnen, Ginster und Heidekraut. Die Habitate müssen Möglichkeiten zum Sonnenbaden bieten, entsprechend werden vor allem in Berglagen fast ausschließlich Südhänge besiedelt. Felsige Gebiete werden dagegen im Vergleich zu anderen Vipernarten nur sehr selten genutzt.

## Lebensweise

### Aktivität und Sozialverhalten
Die Nordiberische Kreuzotter ist abhängig von den Temperaturen überwiegend tag- und dämmerungsaktiv. Vor allem im Sommer ist die Aktivität morgens und abends am höchsten, während in der Tagesmitte eine inaktive Phase besteht. An besonders heißen Tagen mit Temperaturen über 30 °C kann die Aktivität auch vollständig in die Nacht verlagert sein. Die benötigten Temperaturen beginnen bei über 12 °C, während die optimale Körpertemperatur um 30 °C liegt. Diese erreichen die Schlangen durch ausgiebiges Sonnenbaden an exponierten Stellen. Während des Sonnens können viele Individuen gemeinsam beobachtet werden, die nebeneinander und teilweise sogar übereinander an den dafür geeigneten Plätzen liegen.
Während der Wintermonate hält die Art eine Winterruhe, die abhängig von den Temperaturen und damit häufig auch von der Höhenlage drei bis vier Monate in der Zeit vom Ende Oktober bis zum März andauert. Eine Aktivität während dieser Winterruhe ist sehr selten. Adulte Männchen werden nach der Überwinterung früher angetroffen als Weibchen. Wie die meisten Schlangen sind auch Nordiberische Kreuzottern Einzelgänger, die Sozialkontakte beschränken sich entsprechend auf zufällige Begegnungen sowie die gemeinsame Nutzung der sonnenexponierten Plätze. Während der Paarungszeiten im März bis April nehmen die Begegnungen zu, dabei kommt es neben Sexualkontakten auch zu Kommentkämpfen der Männchen.

### Ernährung
Wie die meisten anderen Vipern ist die Nordiberische Kreuzotter ein Lauerjäger und nicht auf bestimmte Beutetiere spezialisiert. Sie jagt vor allem Mäuse und andere Kleinsäuger, Eidechsen sowie Frösche, die sie durch einen Giftbiss tötet und dann vollständig verschluckt. Da in den Mageninhalten der Schlangen auch neugeborene Kleinsäuger oder nestjunge Vögel gefunden wurden, wird sie auf ihrer Nahrungssuche auch gelegentlich aktiv stöbern. Ausgewachsene Kreuzottern fressen pro Jahr durchschnittlich drei bis sieben Beutetiere. Dabei wurde für nicht reproduktive Weibchen die höchste Beutefrequenz mit bis zu 13 Beutetieren pro Jahr ermittelt, gefolgt von ausgewachsenen Männchen und Jungschlangen. Reproduktive Weibchen fressen dagegen sehr viel seltener und erbeuten nur etwa drei bis sechs Beutetiere im Jahr. Fastenperioden bestehen bei den Männchen während der Paarungszeit und bei den Weibchen während der Trächtigkeit.

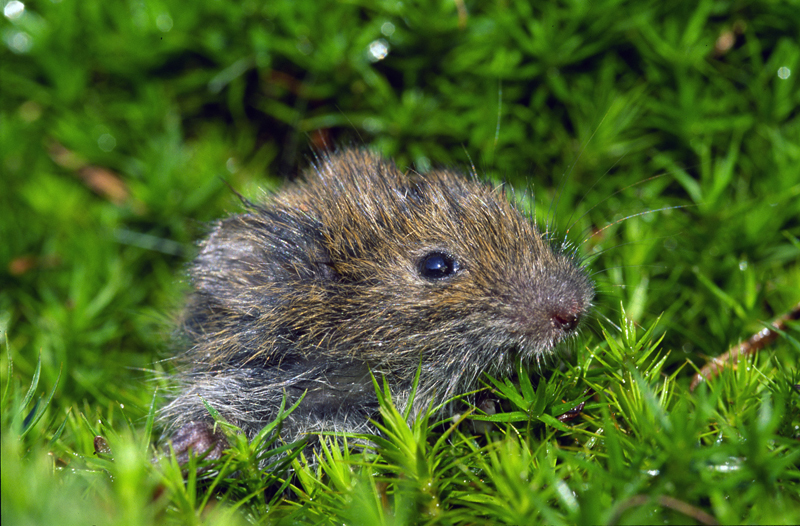
Die Erdmaus (Microtus agrestis) ist eines der häufigsten Beutetiere der Nordiberischen Kreuzotter

Der Anteil verschiedener Beutetiere konnte auf der Basis von Magenuntersuchungen von Tieren aus Galicien und Kantabrien bestimmt werden. Demnach besteht der größte Teil der Nahrung aus Nagetieren, vor allem Wühlmäusen (Gattungen Microtus und Pitymys) mit einem Anteil von 30 bis über 40 % und Waldmäusen mit etwa 10 %. Spitzmäuse folgen mit regional zwischen 4 und 15 %. Eidechsen wie die Iberische Gebirgseidechse (Iberolacerta monticola), die Waldeidechse (Zootoca vivipara) sowie Mauereidechsen (Gattung Podarcis) und die Blindschleiche (Anguis fragilis) variieren jeweils anteilig zwischen drei und fünf Prozent, Schwanzlurche wie der Feuersalamander (Salamandra salamandra) und der Goldstreifen-Salamander (Chioglossa lusitanica) liegen ebenfalls bei etwa 3 %, Echte Frösche (Gattung Rana) bei etwa 6 %. Vögel konnten nur bei Individuen aus Kantabrien gefunden werden und stellen hier etwa 5 % der Beutetiere. Über den Biomassevergleich wird die Dominanz der Säuger im Nahrungsspektrum noch deutlicher: Etwa 90 % der Gesamtmasse stellten Kleinsäuger, nur rund 10 % alle restlichen Beutetiere.
Jungschlangen ernähren sich vor allem von kleinen Eidechsen und Fröschen, die frisch metamorphosiert sind. Nach etwa zwei Jahren und mit einer Körperlänge von 35 bis 40 Zentimetern erbeuten sie dann auch erste Spitzmäuse und andere Kleinsäuger.

### Fortpflanzung und Entwicklung
Die Paarung erfolgt nach der Winterruhe im Frühjahr von Ende März bis Anfang Mai, die Frühjahrshäutung der Männchen erfolgt anders als bei der Kreuzotter und anderen Arten der Untergattung Pelias erst nach der Verpaarung. Während der Paarungszeit finden Kommentkämpfe der konkurrierenden Männchen statt, wobei die Kontrahenten den Vorderkörper aufrichten und versuchen, den Gegner zu Boden zu drücken. Da diese Kämpfe allerdings bei jeder Begegnung von Männchen und meist in Abwesenheit der Weibchen stattfinden, ist die Verpaarungschance auch für das unterlegene Männchen nicht gemindert. Vor der eigentlichen Paarung streicht das Männchen manchmal stundenlang mit dem Kopf über den Körper des Weibchens und legt sich dann auf selbiges. Danach versucht es, den Schwanz mit dem eigenen zu umgreifen und die Kloaken aufeinander zu platzieren. Mit der Einführung eines der paarigen Hemipenes beginnt die Kopulation, die bis zu zwei Stunden andauern kann. Die Ovulation der Weibchen und damit die Befruchtung der Eizellen beginnt erst nach der Endphase der Paarungszeit im Mai bis Juni.
Etwa drei Monate nach der Befruchtung kommen die Jungschlangen zur Welt. Die Weibchen bringen dabei zwei bis zehn lebende Jungtiere zur Welt, sind also ovovivipar, wobei größere Weibchen meistens mehr Junge bekommen. Im Durchschnitt sind die neugeborenen Schlangen etwa 15 bis 18 Zentimeter lang und wiegen 4,4 bis 6,0 Gramm, der gesamte Wurf wiegt damit durchschnittlich etwa 35 Gramm, was der Hälfte des Körpergewichts eines durchschnittlichen Weibchens entspricht. Im Regelfall tragen die weiblichen Kreuzottern etwa alle zwei Jahre neuen Nachwuchs aus (biannueller Fortpflanzungszyklus), wobei sich der Anteil biannueller Weibchen mit der geographischen Breite und der Höhe aufgrund der niedrigeren Temperaturen erhöht.
Die Jungschlangen wachsen vergleichsweise schnell. Nach vier oder fünf Jahren haben sie eine Gesamtlänge von 32 bis 38 Zentimeter erreicht. In dieser Zeit werden die Schlangen geschlechtsreif, wodurch sich auch die Wachstumsrate verringert. Nach acht Jahren sind die Tiere durchschnittlich etwa 42 Zentimeter, nach zehn Jahren 44 Zentimeter lang; als maximale Lebenserwartung werden etwa 13 Jahre angenommen.

### Fressfeinde
Als Fressfeinde der Nordiberischen Kreuzotter kommen eine Reihe von Greifvögeln und Raubtieren innerhalb ihres Verbreitungsgebietes in Frage. Als Hauptprädator kann hierbei die Hauskatze angesehen werden, zudem wurden Überreste der Schlange in Kotproben des Rotfuchses (Vulpes vulpes) festgestellt. Als weitere Fressfeinde sind der Mäusebussard (Buteo buteo) und für Galicien zudem der Fischotter (Lutra lutra) sowie die Europäische Ginsterkatze (Genetta genetta) nachgewiesen.

## Systematik

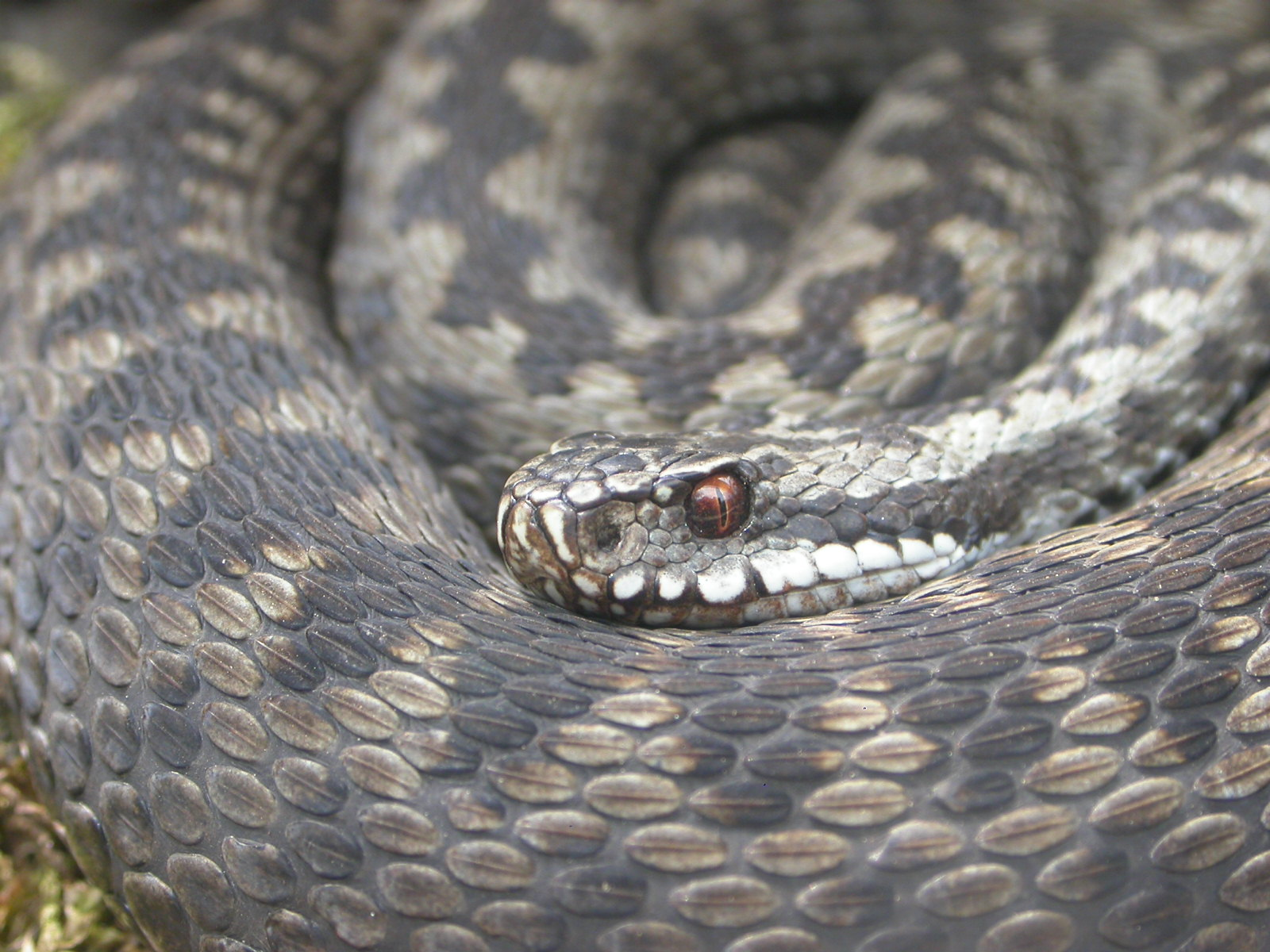
Kreuzotter (Vipera berus)

Die Erstbeschreibung der Nordiberischen Kreuzotter erfolgte durch Fernand Lataste als Unterart der Kreuzotter (Vipera berus seoanei). Lataste ehrte mit dem wissenschaftlichen Namen den spanischen Naturforscher Victor López Seoane (1832–1900). Als eigene Art Pelia seoanei wurde die Nordiberische Kreuzotter erstmals 1927 von Reuss beschrieben. Die Einstufung im Artrang, allerdings innerhalb der Gattung Vipera (= V. seoanei), wurde 1976 durch Hubert Saint Girons und Raymond Duguy bestätigt. Die Abgrenzung gegenüber der Kreuzotter erfolgt vor allem über die Beschuppung (Pholidose), insbesondere über die Beschilderung der Kopfoberseite. So sind die bei der Nordiberischen Kreuzotter weitgehend aufgelösten Schilde der Kopfoberseite bei der Kreuzotter fast vollständig vorhanden. Ein weiterer markanter Unterschied, der die Nordiberische Kreuzotter von allen nahe verwandten Arten abgrenzt, ist die späte Häutung der Männchen, die erst nach der Verpaarung erfolgt. Auch Unterschiede auf molekularer Ebene sowie in der Giftzusammensetzung begründen die Artunterscheidung.
Franzisco Braña und Santago Bas beschrieben 1983 die beiden heute anerkannten Unterarten V. s. seoanei und V. s. cantabrica.
Die Nordiberische Kreuzotter wird systematisch in die Gattung Vipera und dort häufig gemeinsam mit der Kreuzotter (V. berus) und einigen weiteren Arten in die Untergattung Pelias eingeordnet. Mit der Aspisviper (V. aspis) besteht entsprechend kein näheres Verwandtschaftsverhältnis, obwohl Mischlinge beider Arten dokumentiert sind. Über einen Vergleich der mitochondrialen DNA im Jahr 2000 konnte die nahe Verwandtschaft mit der Kreuzotter bestätigt werden. Hier stellten beide Arten Schwesterarten dar, die nächsten Verwandten waren nach der Analyse Dinniks Kaukasusotter (V. dinniki) sowie die Europäische Hornotter (V. ammodytes). Die Analyse umfasste allerdings nicht alle Arten der Gattung Vipera, sodass sich keine phylogenetischen Schlüsse für die gesamte Gattung ableiten lassen. Svetlana Kalyabina et al. stellten 2002 eine Verwandtschaftsanalyse auf der Basis von mitochondrialer DNA vor, nach der die Kreuzotter gemeinsam mit der Waldsteppenotter (V. nikolskii) und Barans Viper (V. barani) eine monophyletische Gruppe bildet, deren Schwesterart die Nordiberische Kreuzotter ist.

## Schlangengift
Das Gift der Nordiberischen Kreuzotter ähnelt in Wirkung und Zusammensetzung dem Gift der Aspisviper, wird allerdings als weniger wirksam als dieses und das der Kreuzotter eingeschätzt. Obwohl die Zusammensetzung des Giftes zwischen den verschiedenen Populationen nur gering variiert, sind die Unterschiede der Toxizität relativ stark. So werden Schlangen im Bereich des Baskenlandes sowie in den Küstengebieten Kantabriens mit einer Letalen Dosis LD50 bei Ratten mit etwa 20 Gramm Lebendgewicht von 23,1 bis 23,6 mg Schlangengift als gering toxisch eingestuft, während bei Populationen der Unterart V. s. cantabrica im kantabrischen Hochland bereits 6,9 bis 9,9 mg des Giftes als LD50-Wert festgestellt wurden. In den übrigen Gebieten ist die Giftwirkung zwischen diesen beiden Extremen anzunehmen.
Als Symptome des Bisses bildet sich wie bei den anderen europäischen Vipern rund um die Bissstelle eine umfassende Schwellung und die enthaltenen Nervengifte (Neurotoxinen) können zu Atemnot und Herzbeschwerden führen. Der überwiegende Anteil des Viperngiftes wirkt hämotoxisch, es zerstört also vor allem Zellen des Blutes und die sie umgebenden Gewebe durch verschiedene Proteasen. Dadurch kommt es im Bereich der Schwellung zu bläulichen Verfärbungen durch Blutaustritt in das Bindegewebe. Eine Behandlung im Krankenhaus mit einem unspezifisch bei allen europäischen Vipernarten wirkenden Antiserum ist meistens angebracht.
Angaben über die Häufigkeit von Bissverletzungen durch diese Art liegen kaum vor. So wurden zwischen 1965 und 1980 nur 23 Vergiftungen durch die Nordiberische Kreuzotter gemeldet, neuere Zahlen sind unbekannt.

## Gefährdung und Schutz
Trotz ihres begrenzten Verbreitungsgebietes wird die Nordiberische Kreuzotter von der Weltnaturschutzunion (IUCN) als „nicht gefährdet“ (Least Concern) eingeschätzt. Diese Einschätzung entspricht der Einordnung in Spanien, wo die Schlange als ungefährdet betrachtet wird. In Portugal gilt die Nordiberische Kreuzotter aufgrund der sehr kleinräumigen und fragmentierten Verbreitung sowie des weiteren Lebensraumrückgangs jedoch als bedroht. In Südfrankreich ist die Verbreitung ebenfalls auf isolierte Populationen begrenzt und die Schlange wurde dort lokal durch Habitatzerstörung im Zuge der Verstädterung ausgerottet.
Angaben zu Populationsentwicklungen der Art sind nicht bekannt; ein starker Rückgang, der auf eine größere Gefährdung hinweist, wird allerdings nicht verzeichnet. Als Hauptgefährdungsursachen sind Straßen anzunehmen, wo die Tiere relativ häufig überfahren werden, sowie die zunehmende Zerstörung von geeigneten Lebensräumen durch intensive Landwirtschaft und Zerstörung von Waldrändern und Rückzugsmöglichkeiten. Auch die großflächige Anpflanzung von nicht heimischen Hölzern wie Eukalyptus- und Kiefernwäldern sowie die Brandrodung werden als Gefährdungsursachen angegeben.
Gesetzlicher Schutzstatus (Auswahl)
- Fauna-Flora-Habitat-Richtlinie (FFH-RL): Anhang IV (streng zu schützende Art; ausgenommen sind die spanischen Vorkommen)
- Bundesnaturschutzgesetz (BNatSchG): streng geschützt

Wie alle europäischen Schlangenarten ist sie im Anhang II der Berner Konvention (Übereinkommen über die Erhaltung der europäischen wildlebenden Pflanzen und Tiere und ihrer natürlichen Lebensräume) verzeichnet und genießt dadurch innerhalb der Europäischen Union strengen Schutz. Die Tiere dürfen weder getötet noch gefangen werden; Halter dieser Schlangenart müssen entsprechende Herkunfts- und Nachzuchtsbestätigungen vorlegen.

## Belege

### Zitierte Belege
Die Informationen dieses Artikels entstammen zum größten Teil den unter Literatur angegebenen Quellen, darüber hinaus werden folgende Quellen zitiert:
1. 1 2 3 4  Alle Angaben nach Brito & Saint Girons 2005 und Mallow et al. 2003
2. 1 2 3 4 5 6 7  Alle Angaben nach Brito & Saint Girons 2005
3. ↑  Zahlenwerte gerundet nach: F. Braña, A. Bea, H. Saint Girons: Composición de la dieta y ciclos de alimentación en Vipera seoanei Lataste, 1879. Variaciones en relación con la edad y el ciclo reproductor. In: Munibe, 40, 1988, S. 19–27, Volltext (Seite nicht mehr abrufbar, festgestellt im Dezember 2022. Suche in Webarchiven)  Info: Der Link wurde automatisch als defekt markiert. Bitte prüfe den Link gemäß Anleitung und entferne dann diesen Hinweis. (PDF; 201 kB)
4. ↑  F. Braña, S. Bas: Vipera seoanei cantabrica ssp. n. In: Munibe, 35, 1983, S. 87–88, Volltext (Seite nicht mehr abrufbar, festgestellt im Dezember 2022. Suche in Webarchiven)  Info: Der Link wurde automatisch als defekt markiert. Bitte prüfe den Link gemäß Anleitung und entferne dann diesen Hinweis. (PDF; 207 kB)
5. ↑  P. Lenk, S. Kalayabina, M. Wink, U. Joger: Evolutionary relationships among the true vipers (Reptilia: Viperidae) inferred from mitochondrial DNA sequences. In: Molecular Phylogenetics and Evolution, 19, 2001, S. 94–104, Volltext (PDF; 139 kB)
6. ↑  Svetlana Kalyabina-Hauf, Silke Schweiger, Ulrich Joger, Werner Mayer, Nicolai Orlov, Michael Wink: Phylogenie und Systematik der Kreuzottern (Vipera berus-Komplex). In: Verbreitung, Ökologie und Schutz der Kreuzotter (Vipera berus). Mertensiella 15, 2004 (Zusammenfassung des Tagungsberichts)
7. ↑  Vipera seoanei in der Roten Liste gefährdeter Arten der IUCN 2007. Eingestellt von: Pleguezuelos, J., Sá-Sousa, P., Pérez-Mellado, V., Marquez, R., Cheylan, M. & Geniez, P., 2006. Abgerufen am 5. Dezember 2007.
8. ↑  Appendix II der Berner Konvention